# 李宋一
李宋一（1903年—1935年3月），朝鲜族，抗日战争时期中共政治人物，曾任中共东满特委秘书长、中共汪清县委书记、中共东满特委宣传部长等职，1935年在左倾民生团事件中被错杀，1986年被中共延边州委平反。

## 生平
1903年，李宋一出生于清朝吉林省延吉县五道沟的一个农民家庭。因家境贫寒，他13岁时才入东村私立学校学习，后在1922年末考入龙井大成中学。受大成中学师生影响，他在中学期间开始从事革命活动。1925年12月从大成中学毕业后，他在老师的推荐下留学日本。回国后，他于1930年加入中国共产党，1931年11月开始任中共东满特委秘书长。:89-90:191
1932年11月，中共东满特委从王隅沟迁至小汪清抗日游击根据地。1933年6月，时任汪清县委书记李用国在左倾民生团肃反中被杀害。同年11月（一说1934年初），李宋一被中共东满特委任命为汪清县委书记。同年冬，小汪清根据地遭到日军大规模围剿。李宋一领导汪清县游击大队和县委民众多次击退讨伐队。1934年1月，李宋一和游击队政委南昌益率部兵分南北两路突围成功。同年3月，汪清县反日游击大队改编为东北人民革命军第二军独立师第三团。1935年2月24日，李宋一在东满特委大荒崴党团特委联席扩大会议上当选特委常委、宣传部长兼肃反委员会主席。:90-91:192-196
1935年3月，日本特务机关“间岛协助会”写了一封假信放在汪清夹皮沟游击区内。李宋一因此信被打成“民生团分子”，后被杀害，时年32岁。临刑前，李宋一感叹称：“所说的民生团，诚然在现实中是不存在的，只不过是幻影罢了！”:180。1986年8月11日，李宋一被中共延边州委平反，并恢复党籍:92:196。